# کریس استوکز (بازیکن فوتبال)
کریس استوکز (انگلیسی: Chris Stokes؛ زادهٔ ۸ مارس ۱۹۹۱) بازیکن فوتبال اهل بریتانیا است.
از باشگاه‌هایی که در آن بازی کرده‌است می‌توان به باشگاه فوتبال فارست گرین راورز، باشگاه فوتبال کاونتری سیتی، باشگاه فوتبال کرو آلکساندرا، و باشگاه فوتبال بولتون واندررز اشاره کرد.
وی همچنین در تیم‌های ملی فوتبال زیر ۱۷ سال انگلستان و England C national football team بازی کرده‌است.